# Helius (Eurhamphidia) connectus
Helius (Eurhamphidia) connectus is een tweevleugelige uit de familie steltmuggen (Limoniidae). De soort komt voor in het Australaziatisch gebied.